# New Amsterdam United
O New Amsterdam United FC é um clube de futebol sul-americano da cidade de New Amsterdam (Guiana), na região de Berbice Oriental–Corentyne.
É o maior campeão regional, tendo conquistado seu primeiro título em 1998. Atualmente disputa a Elite League do Campeonato Guianense de Futebol.